# Focke-Wulf Nr. 261
Die Focke-Wulf Fw 261 war ein Projekt für einen Langstreckenbomber/Seekampfflugzeug der Focke-Wulf-Flugzeugbau GmbH.
Die Focke-Wulf Fw 261 sollte eine Ablösung der Focke-Wulf Fw 200 „Condor“ darstellen, welche mit großer Reichweite und erheblich gesteigerter Kampfkraft die im Atlantik operierenden deutschen U-Boote an die gegnerischen Geleitzüge heranführen konnte. Gleichzeitig sollten feindliche Schiffe mittels Abwurfwaffen bekämpft werden. Bei einer Reichweite von 9000 km und einer Bombenlast von 3000 kg sollte die Focke-Wulf Fw 261 eine Geschwindigkeit von 560 km/h und eine maximale Flugdauer von 22 Stunden erreichen. Als freitragender Schulterdecker mit Zentralrumpf und zwei hinter den äußeren Motorgondeln angeordneten Leitwerksträgern, war der Zentralrumpf zur Aufnahme von vier Waffenständen und eines Teils des Kraftstoffes sowie der Abwurfwaffen vorgesehen. Anzumerken ist, dass die Bezeichnung Fw 261 von Focke-Wulf ohne Genehmigung des Reichsluftfahrtministeriums verwendet wurde.

## Technische Daten
Focke-Wulf Nr. 261 (rechnerische Leistungswerte)
- Spannweite: 40,0 m
- Länge: 26,1 m
- Höhe: 6,0 m
- Flügelfläche: 187 m²
- Fluggewicht: 53.500 kg
- Bombenlast: 3000 kg, für zusätzliche Bombenlast konnten bei kürzeren Strecken die Flügel genutzt werden
- Höchstgeschwindigkeit: 560 km/h
- Reichweite: 9000 km
- Triebwerke: 4 × BMW 801D mit je 1700 PS

Bewaffnung
- A-Stand: 2 × 2 MK 108
- B-Stand: HD 151 Z
- C-Stand: FDL 151 Z
- Heckstand: 4 × MK 108